# 弗拉萨
弗拉萨（西班牙語：Flassá），是西班牙加泰罗尼亚赫罗纳省的一个市镇。总面积7平方公里，总人口1049人（2013年），人口密度157人/平方公里。